# Казанский собор (Санкт-Петербург)
Каза́нский собо́р (Собор Казанской иконы Божией Матери) — один из крупнейших храмов Санкт-Петербурга. Построен на Невском проспекте в 1801—1811 годах архитектором Андреем Воронихиным в стиле русского классицизма для хранения чтимого списка чудотворной иконы Божией Матери Казанской. После Отечественной войны 1812 года приобрёл значение памятника русской воинской славы. В 1813 году здесь был похоронен полководец Михаил Илларионович Кутузов и помещены ключи от взятых городов и другие военные трофеи.
В 1932 году превращён в Музей истории религии и атеизма. С 1991 года — действующий храм, несколько лет сосуществовавший с экспозицией музея. С 2000 года — кафедральный собор Санкт-Петербургской епархии Русской православной церкви. С 9 марта 2019 года настоятелем является митрополит Санкт-Петербургский и Ладожский Варсонофий (Судаков).
Собор дал название Казанской площади, Казанской улице, Казанскому острову в дельте Невы и Казанскому мосту на пересечении Невского проспекта и канала Грибоедова.

## История

### Церковь Рождества Пресвятой Богородицы
6 (17) сентября 1733 года на Невском проспекте была заложена каменная придворная церковь Рождества Пресвятой Богородицы в стиле барокко, с деревянным куполом и колокольней над входом. Автор проекта точно неизвестен. Архитектор Аплаксин А. П. в 1911 году считал, что автором проекта храма был архитектор М. Г. Земцов. Однако в подтверждение этой версии он никаких документов не привёл, сославшись лишь на внешнее сходство храма с церковью Симеона Богоприимца и Анны Пророчицы, построенной по проекту Земцова. С точкой зрения, что храм мог быть построен по проекту Земцова, соглашались историки Антонов В. В. и Кобак А. В. Однако по мнению археолога Виктора Коренцвита, сходство с Петропавловским собором даёт возможность предполагать авторство Доменико Трезини. Освящение храма состоялось 13 (24) июня 1737 года в присутствии императрицы Анны Иоанновны. За день до освящения в храм был перенесён чтимый образ Казанской иконы Божией Матери, список с чудотворной иконы, обретённой в Казани в конце XVI века. В 1747—1748 годах живописец Луи Каравак создал храмовый образ «Рождества Богородицы».
Во время правления Елизаветы Петровны церковь получила статус собора, который официально стал называться Казанским. Во второй половине XVIII — начале XIX веков он был главным храмом Санкт-Петербурга. В 1739 году здесь венчались принцесса Анна Леопольдовна и принц Антон Ульрих, в 1745 году — будущие императоры Пётр III и Екатерина II. С тех пор в храме венчались члены царской семьи. В 1762 году в Казанском соборе Екатерина II принимала присягу гвардии. В 1773 году в храме венчался цесаревич Павел Петрович и принцесса Гессен-Дармштадская. Церковь была местом, где отмечались многие победы русской армии.
В середине XVIII века планировалось придать храму более парадный вид. Так, архитектор Семён Волков разработал проект пятиглавого завершения и новой колокольни, но он не был осуществлён. В конце XVIII века ещё один проект разрабатывали Джакомо Кваренги и Николай Львов, но он также не был реализован.
От этой церкви осталась мраморная табличка, где высечена императорская корона, а под ней надпись, гласящая (дословно полный текст в современной орфографии): «благоволением Бога Троицы славимого Отца и Сына и Святого Духа по указу благочестивейшей самодержавнейшей великой государыни императрицы всероссийской Анны Иоановны основана Церковь сия в честь Пресвятой Владычицы нашей Богородицы на память явления Святого Её образа казанского в лето от создания мира 7241е от Воплощения же Бога Слова 1733е сентября 6 дня». Табличка размещена на стене внутри Казанского собора под иконой всех святых.

### Проектирование и строительство Казанского собора
Император Павел I задумал превратить небольшую церковь Рождества Пресвятой Богородицы на Невском проспекте в огромный собор, который был бы похож на главный храм католического мира — собор Святого Петра в Ватикане. Ещё в 1783 году, будучи наследником престола, Павел Петрович восторженно писал из Рима митрополиту Платону о величии собора Святого Петра.
В 1799 году указом императора был объявлен конкурс на проект нового собора. В конкурсе приняли участие архитекторы Пьетро Гонзаго, Чарлз Камерон, Джакомо Тромбара, Жан Тома де Томон. Высочайшее одобрение получил проект Камерона, но через несколько недель император отозвал своё решение. В итоге ни один представленный проект не был утверждён.
Через год граф Александр Строганов, бывший в 1800—1811 годах президентом Императорской Академии художеств и куратором строительства, сумел добиться, чтобы работы поручили его протеже, бывшему крепостному Андрею Воронихину. До этого Строганов посылал своего талантливого крепостного в Москву, обучаться архитектуре у Василия Баженова, а затем, дав ему вольную, отправил учиться в Париж и Женеву (1786—1790). Проект Воронихина получил одобрение, а граф Строганов, стремившийся через своего воспитанника войти в историю строительства знаменательного храма, стал председателем попечительского совета при строительстве собора. Построение Казанской церкви он рассматривал как главное дело своей жизни. Казанский собор, как рассчитывал Строганов, должен был прославить и его имя, как имя президента Академии художеств.
Закладка нового храма произошла 27 августа (8 сентября) 1801 год в присутствии императора Александра I. В подчинении Воронихина на сооружении собора работала большая группа помощников. Архитектор Андрей Михайлов отвечал за исполнение чертежей. Д. Е. Филиппов наблюдал за производством всех работ и качеством поставляемых материалов, и когда Воронихин отлучался, замещал его. Мастера М. Руджи и Л. Руска руководили каменными работами, М. Чижов ведал земляными работами. Помощь в строительстве оказывал и один из любимых учеников Воронихина архитектор Иван Колодин. Также помощником Воронихина был архитектор и гравёр Николай Алфёров. Трудности проектирования и строительства большого собора на мало подходящем участке близ Невского проспекта и Екатерининского канала вынудили Совет академии создать строительную комиссию, которая привлекала в качестве эксперта и помощника по исправлению недостатков проекта опытного зодчего Ивана Старова. Колоннада «в виде раскинутых рук» (итал. in forma di mani tese), созданная Джованни Бернини для римской площади Святого Петра (1656—1667), безусловно, нашла отражение в проекте Воронихина, но не буквальным образом. Решая поставленную задачу, Воронихин, возможно, использовал какие-то проекты Баженова, в том числе для Гатчины. На одном из рисунков Баженова из альбома Фёдора Каржавина, его помощника и друга, «паперть для храма» почти полностью совпадает с северным портиком воронихинского собора. Весьма вероятно, что и «прозрачные колоннады» Чарлза Камерона и Пьетро Гонзаго в Павловске могли оказать влияние на разработку проекта.
Вопрос о композиционном прототипе Казанского собора остаётся неясным. Вопреки изначальному заданию, петербургский храм мало похож на собор Святого Петра в Риме. Сам Воронихин в качестве прототипов своей композиции называл собор Святого Павла в Лондоне, церковь Санта-Мария-делле-Грацие в Милане, собор Святого Марка в Венеции, церковь Святой Женевьевы (Пантеон) в Париже. Но все они имели значение не композиционного прототипа, а иконографического символа. «Собор Св. Павла указывал на небесного покровителя императора — основателя новой Казанской церкви. Церковь Санта Мария делле Грацие — постройка Д. Браманте, работы которого А. Палладио ставил в ряд с лучшими храмами античности. Источником композиции она имела другую миланскую церковь — Сан Лоренцо — известный купольный центрический храм раннехристианской эпохи». Венецианский собор Святого Марка византийской архитектуры в России считали образцом православного храма. Парижская церковь Святой Женевьевы — «последний незавершённый храмостроительный проект французской королевской семьи, казнённой революционерами».
Основная сложность состояла в том, что по церковному канону главный фасад и вход в храм должны находиться на западной стороне, а условия плана — обращённость будущей постройки к центральной магистрали города, Невскому проспекту, требовали раскрытия композиции на север. Воронихин разрешил эту проблему, оформив площадь, выходящую на Невский проспект, полуциркульной колоннадой коринфского ордера: 96 поставленных в четыре ряда колонн из пудожского травертина (в Риме в четыре ряда установлены 284 травертиновых колонны). В обработке пилястрами барабана купола Казанского собора усматривают эллинизмы. Колоннада заканчивается монументальными порталами, выполняющими функцию боковых проездов. Это оригинальная находка Воронихина. Однако возведение боковых проездов-порталов было сопряжено с большими трудностями. Члены строительной комиссии о главе со Старовым сомневались в их прочности. Для этого была сооружена их опытная модель, которая выдержала испытания на прочность. После этого экспертная комиссия одобрила решение Воронихина.
Порталы проездов историки архитектуры соотносят с символическими «ветхозаветными вратами». Колоннада, как преддверие новозаветного храма, схожа и с ватиканской, и с парижским проектом Бернини для восточного фасада Лувра. Другая аллюзия боковых проездов с их типично греческим архитравным перекрытием основывается на конкретном прототипе: Арке аргентариев, пристроенной к греческой церкви Сан-Джорджо-ин-Велабро на бывшем Бычьем форуме в Риме. Этот прототип связывал «новый собор и с греческим миром раннехристианского Рима, и с древним небесным покровителем правителей Руси, а также старой русской столицы — святым Георгием». Так мнемонические образы, аллюзии «Греческого проекта» императрицы Екатерины, разделяемые императором Павлом, вместе с конструктивной необходимостью проездных ворот создали необычную композицию.
1 января 1811 года автор проекта Казанского собора, архитектор Андрей Воронихин, был награждён орденом Святого Владимира 4-й степени. Строительство завершилось в 1811 году, расходы составили 4,7 млн рублей. Собор был построен в стиле русского классицизма. 15 (27) сентября 1811 года в присутствии императора Александра I митрополит Амвросий совершил освящение собора. В том же году была разобрана старая церковь. Отделочные работы в новом храме заняли четыре года.

### Собор в XIX — начале XX века
Казанский собор воспринимался современниками как памятник ратных побед русского народа в Отечественной войне 1812 года. В 1812 году сюда доставлены трофеи: военные французские знамёна, штандарты, ключи от покорённых городов и личный жезл наполеоновского маршала Даву. В 1813 году в левом приделе собора был захоронен фельдмаршал Михаил Кутузов. Над гробницей Кутузова поместили список иконы Богоматери Смоленской, бывший в сражении под Бородином в 1812 году.
До конца 1829 года продолжалась работа по отделке интерьеров, которой руководил архитектор Огюст Монферран.
Иконы для иконостаса собора писали академики живописи императорской Академии художеств: Василий Шебуев, Алексей Егоров, Андрей Иванов, Фёдор Брюллов, Степан Щукин, Орест Кипренский и другие. Многие из них ныне хранятся в Русском музее в Санкт-Петербурге. Иконы Царских врат написал Владимир Боровиковский. Чудотворный образ Казанской Божией Матери был украшен новой ризой из чистого золота с драгоценными камнями и жемчугом.
В 1834—1836 годах по проекту архитектора Константина Тона новый иконостас был облицован листовым серебром из взятых казаками донского атамана Матвея Платова обратно у французов похищенных церковных ценностей. Через 30 лет серебром были облицованы иконостасы северного и южного приделов.
Первый ремонт в соборе прошёл в 1844—1845 годах, второй, включавший в себя реставрацию иконописных образов и стенной росписи, — в 1862—1865 годах. Снаружи, на выступе апсиды имелся большой список Казанской иконы, созданный в 1865 году И. А. Тюриным. Образ был воссоздан В. Г. Корбаном в 2005 году.
Несмотря на культовый характер здания, площадь перед ним всегда привлекала интерес революционно настроенных масс. 6 (18) декабря 1876 года здесь произошла первая демонстрация народнической группы «Земля и воля» и впервые выступил Георгий Плеханов (после Октябрьской революции его временный памятник находился между изваяниями Кутузова и Барклая-де-Толли). 4 марта 1897 года у Казанского собора происходила студенческая антиправительственная демонстрация.
28 октября (9 ноября) 1893 года в соборе отпевали композитора Петра Ильича Чайковского.
24 мая  (6 июня) 1917 года в соборе путём «свободного голосования клира и мирян» состоялись выборы правящего архиерея (первый раз за всю истории епархии). Большинство голосов выборщиков получил епископ Гдовский Вениамин.
18 января 1921 года митрополит Вениамин освятил «пещерный» зимний придел священномученика Гермогена, патриарха Московского.

### С 1930-х годов
Гонения на церковь, происходившие при советской власти, коснулись и Казанского собора. Интерьер собора сильно пострадал при изъятии в 1922 году церковных ценностей. По приблизительным данным, из храма было изъято около 2 тонн только одного серебра. Был уничтожен уникальный серебряный иконостас: серебро переплавили, и оно исчезло бесследно. В 1923 году собор перешёл к обновленцам и с середины 1920-х годов служил кафедральным собором обновленческой Ленинградской митрополии. 25 января 1932 года был закрыт, а 15 ноября 1932 года в здании открыли Музей истории религии и атеизма. В 1950—1956 годах была проведена реставрация интерьера, а в 1963—1968 годах — фасадов.
Первая Божественная литургия в Казанском соборе после перерыва была совершена 4 ноября 1990 года в честь праздника Казанской иконы Божией Матери. В июне 1989 года из запасников Музея истории религии и атеизма, занимавшего здание Казанского собора, были переданы Русской православной церкви мощи святого благоверного Александра Невского, а в июне 1990 года — мощи преподобных Зосимы, Савватия и Германа Соловецких. В конце 1990 года в Музее были обретены мощи преподобного Серафима Саровского, а в феврале 1991 года — мощи святителя Иоасафа Белгородского. Также Музей передал Церкви мощехранительные иконы разных святых. С 1991 года собор находился в совместном использовании Музея истории религии и атеизма и Ленинградской епархии. Регулярные богослужения возобновились 25 мая 1991 года в левом приделе. В следующем году был освящён главный придел. 30 апреля 1994 года на купол был поднят крест. Полное освящение собора состоялось 29 марта 1998 года. Его совершил митрополит Владимир (Котляров). В 2000 году собор был окончательно возвращён РПЦ и получил статус кафедрального.

## Описание собора

### Внешний вид
В плане Казанский собор представляет собой латинский крест. К Невскому проспекту обращён боковой северный фасад собора, к которому примыкает грандиозная полукруглая колоннада коринфского ордера из 96 колонн, поставленных в 4 ряда, с 6 колонным портиком в центре. Такую же колоннаду предполагалась выполнить и с южного фасада собора, но она не была осуществлена. Главный вход в собор находится с западной стороны, также имеется вход с северной стороны собора.
Фасады собора облицованы серым пудостским камнем и были украшены рельефами и статуями. Рельефы были выполнены мастерами ампира: Иваном Мартосом, Иваном Прокофьевым, Фёдором Гордеевым, статуи — И. П. Мартосом, Степаном Пименовым, Василием Демут-Малиновским.
Ещё одно важное произведение собора — северные ворота собора, выполненные из бронзы по образцу «Райских врат» флорентийского баптистерия, созданных Лоренцо Гиберти в XV веке. Их отливка и чеканка была осуществлена после окончания строительства Казанского собора.
В нишах северного фасада установлены четыре бронзовые статуи: святого равноапостольного князя Владимира, святого благоверного князя Александра Невского (работа С. С. Пименова), Иоанна Крестителя (работа И. П. Мартоса) и апостола Андрея Первозванного (работа В. И. Демут-Малиновского).
- Св. Владимир (скульптор С. С. Пименов)
- Св. Александр Невский (скульптор С. С. Пименов)
- Св. Иоанн Креститель (скульптор И. П. Мартос)
- Св. Андрей Первозванный (скульптор В. И. Демут-Малиновский)

На площади перед собором на высоких гранитных пьедесталах установлены памятники фельдмаршалам Кутузову (с восточной стороны) и Барклаю-де-Толли (с западной) работы скульптора Б. И. Орловского 1837 года.
С западной стороны от собора устроено полукружие сада с уникальной по красоте чугунной оградой, выполненной по проекту Воронихина (1811—1812). В центре сада установлен гранитный монументальный фонтан (проект Жана-Франсуа Тома де Томона), перенесённый с Пулковской дороги в 1946 году. Фонтан удачно дополнил ансамбль собора.

### Конструкция купола собора
Купол Казанского собора стал первым крупным куполом из ковкого железа. Он имеет диаметр 17,7 м и состоит из двух рядов железных рёбер. Оба ряда закреплены внизу на общем основании и постепенно расходятся к вершине. Дополнительно усиленная подкосами и горизонтальными рёбрами, эта конструкция поддерживает «яблоко» с крестом, к ней же подвешено и паникадило собора. Ниже железного купола расположены ещё два кирпичных. Построенный до разработки методов статического расчёта стержневых конструкций, этот купол является примером удачного интуитивного проектирования. Фасады собора облицованы серым пудостским камнем.
Цитируется по книге Песков А. М. Боратынский: Истинная повесть. — М.: Кника, 1990. — 384 с. — С. 211:

Софья Абрамовна Боратынская, сестра поэта Е. А. Боратынского, приехавшая в Петербург, писала матери 15 июня 1822 года: «Были мы в Казанском соборе. Какие великолепные полотна! Особенно Благовещенье: кажется, Богородица дышит; а Христос — просто шедевр. Лица и Матери и ребёнка необыкновенно меня поразили. Очень эффектна мраморная колоннада»

### Интерьер
Интерьер Казанского собора представляет собой величественный 3-нефный колонный зал (длина главного нефа 69 м), содержащей рядами 56 колонн из розового финского гранита с золочёными капителями коринфского ордера.
Из барельефов в интерьере сохранилось всего два: «Несение креста» Ф. Ф. Щедрина и «Взятие под стражу» Ж. Д. Рашетта, остальные удалили в 1814 году. Иконостас по проекту К. А. Тона был воссоздан в начале 2000-х годов.

### Святыни и реликвии
Главная святыня храма — чтимый образ Казанской иконы Божией Матери. Большинство авторов считает, что эта икона является списком с чудотворной иконы, обретённой в Казани в 1579 году. Существует предположение, что она написана по заказу Прасковьи Феодоровны (1664―1723), вдовы царя Иоанна V Алексеевича и привезена её в Санкт-Петербург по повелению Петра I в 1708 или 1710 годах. Исходя из донесения в 1727 году в Синод священника Рождественской церкви на Петербургской стороне Иоанна Стефанова, этот «образ по обещанию вновь написан и украшен достоблаженной памяти царицей и великой княгиней Прасковьей Феодоровной и от нас немалым иждивением». По мнению священника и историка Николая Романовского (XIX―XX век) выражение «вновь написан» следует понимать как «вновь переписан», или полностью реставрирован. В этом случае, по мнению доцента Санкт-Петербургской Духовной Академии Владимира Некрасова (1892—1987), написание этой иконы может относиться к концу XVI или XVII веку.
С 1811 года икона находилась в Казанском соборе. После его закрытия в 1932 году икону удалось спасти и после пребывания в других храмах города в конце 1930-х годов её перенесли в Князь-Владимирский собор на Петроградской стороне. В 2001 году икону вернули в Казанский собор и установили слева от Царских врат. В 1861 году в собор пожертвована риза для иконы Антония и Феодосия в левом приделе, работы Верховцева.
Другие почитаемые святыни собора (по состоянию на 2006 год):
- частица Гроба Господня. Находится в Рождественско-Богородицком приделе собора в Распятии под ногами Спасителя. Справа от этой святыни киот с частью Дуба из Мамврийской рощи.
- ковчег с частицей Животворящего Древа, мощами праведного Лазаря, епископа Китийского, преподобных князя Петра и княгини Февронии Муромских, преподобного Иосифа Волоцкого, святителя Димитрия Ростовского, святителя Агафангела Ярославского, священномученика Константина Богородицкого, преподобного Варлаама Серпуховского[14].

Почитаемые образы, ранее находящееся в соборе:
- икона Спасителя в иконостасе;
- иконы святителя Николая Чудотворца и Ченстоховской Божией Матери, подаренные Михаилом Кутузовым;
- Голгофа с частицей Живоносного Гроба, устроенная по проекту Николая Никонова в 1891 году;
- икона Воскресения Христова, также с частицей Гроба Господня, присланная в 1906 году Дамианом, патриархом Иерусалимским[1].

## Храм-памятник
Казанский собор — храм русской воинской славы. Летом 1812 года, перед выездом в действующую армию, собор посетил назначенный командовать русской армией Михаил Илларионович Кутузов. Он молился перед Казанской иконой Божией Матери. В 1813 году Кутузов, умерший в прусском городе Бунцлау во время Заграничного похода русской армии, был захоронен в Казанском соборе. Решётку, ограждающую могилу Кутузова, выполнили по проекту Андрея Воронихина.
В 1813—1814 годах в соборе были выставлены для осмотра 107 трофейных французских знамён и штандартов разгромленных французских полков, 97 ключей от крепостей и городов, взятых русской армией. В 1912 году большинство трофеев были переданы в Государственный исторический музей в Москве.
В 1837 году в честь двадцать пятой годовщины разгрома Наполеона на полуциркульной площади перед Казанским собором были торжественно открыты бронзовые памятники прославленным русским полководцам Михаилу Кутузову и Михаилу Барклаю-де-Толли. Автором проекта парных постаментов стал русский архитектор Василий Стасов, а фигуры полководцев были отлиты по моделям скульптора Бориса Орловского. Монументы подчёркивали мемориальное значение Казанского собора как своеобразного памятника подвигам, совершённым русскими воинами во имя Отечества.
В конце XIX века рядом с царским местом, сделанным из финского гранита, под стеклом висело послание Святейшего синода об убийстве Александра II, а на соседней колонне — манифест 1815 года о Священном союзе.

## Традиции
Приход Казанского собора до революции 1917 года участвовал в нескольких общегородских крестных ходах:
- 30 августа (12 сентября) (начиная с 1743 года), день памяти святого благоверного князя Александра Невского; из Казанского собора (с 1858 года — от кафедрального Исаакиевского собора) к Александро-Невской лавре. Возобновлён от Казанского собора к Александро-Невской лавре в 2013 году[26].
- 4 (16) апреля, в память о том, что Александр II после покушения Д. В. Каракозова прибыл помолиться в собор перед иконой Казанской Божией Матери; от собора к часовне у Летнего сада.
- 4 (16) июля, в память избавления города от холеры в 1849 году; от собора к Успенскому храму на Сенной площади[1].

Также до революции 1917 года в соборе проходило много празднеств, отмечаемым всем городом:
- Престольный праздник 8 (21) июля с молебном перед чудотворным образом на площади, на особом помосте.
- 11 (24) мая, в день святых Кирилла и Мефодия, за литургией и молебном присутствовало множество учащихся церковно-приходских школ.
- 14 (27) января, день святителя Саввы Сербского, отмечали столичные сербы.
- 25 декабря (7 января), день памяти победы в Отечественной войне 1812 года, служился особый благодарственный молебен[1].

## Настоятели
| Настоятели собора за всю историю                | Настоятели собора за всю историю                               |
| Даты                                            | Настоятель                                                     |
| Церковь Рождества Пресвятой Богородицы          | Церковь Рождества Пресвятой Богородицы                         |
| ----------------------------------------------- | -------------------------------------------------------------- |
| июнь—декабрь 1737                               | священник Тимофей Васильевич Семенов                           |
| 1737—1756                                       | священник Иоанн Константинов, затем священник Симеон Иоаннов   |
| 1756—1763                                       | священник Феодор Дубянский                                     |
| 1763—1771                                       | священник Иоанн Тимофеев                                       |
| 1771—1798                                       | священник Иаков Навроцкий (Навродский)                         |
| 16 июня 1798—1810                               | священник Феодор Васильевич Семивский (Семевский)              |
| c конца 1810—до осени 1811                      | священник Иоанн Сырохнов                                       |
| Казанский собор                                 |                                                                |
| 1811—1814                                       | протоиерей Иоанн Сырохнов (…—1814)                             |
| 1814—1831                                       | протоиерей Иван Иванович Бедринский (1769—1831)                |
| 1831—1846                                       | протоиерей Пётр Николаевич Мысловский (1776 или 1777—1846)     |
| 1846—1848                                       | протоиерей Тимофей Ферапонтович Никольский (1788—1848)         |
| 1848—1860                                       | протоиерей Андрей Иванович Райковский (1802—1860)              |
| 1860—14 (26) июня 1881                          | протоиерей Григорий Сергеевич Дебольский (1808—1881)           |
| 1881—28 декабря 1883 (9 января 1884)            | протоиерей Александр Петрович Булгаков (1823—1883)             |
| 1884—23 марта (4 апреля) 1898                   | протоиерей Александр Алексеевич Лебедев (1833—1898)            |
| 1898—26 ноября (9 декабря) 1904                 | протоиерей Евграф Иванович Мегорский (1838—1904)               |
| 1904—26 января (8 февраля) 1909                 | протоиерей Димитрий Тимофеевич Мегорский (1841—1909)           |
| 1909—1913                                       | протоиерей Николай Адрианович Сосняков (1845—1913)             |
| 1913—6 (19) октября 1913                        | протоиерей Николай Николаевич Головин                          |
| 10 (23) октября 1913 — арестован 9 августа 1918 | протоиерей Философ Николаевич Орнатский (1860—1918)            |
| 1919—1920                                       | протоиерей Василий Маренин                                     |
| декабрь 1920 — арестован 30 мая 1922            | протоиерей Николай Кириллович Чуков (1870—1955)                |
| 30 мая 1922 — 12 марта 1923                     | протоиерей Василий Аникитич Прозоров (исполняющий обязанности) |
| 12 марта — 17 сентября 1923                     | протоиерей Лев Михайлович Теодорович (1867—после 1930)         |
| сентябрь — 25 ноября 1923                       | архиепископ Артемий (Ильинский)                                |
| 25 ноября 1923 — 17 января 1925                 | протопресвитер Владимир Дмитриевич Красницкий                  |
| 20 января 1925 — июнь 1927                      | митрополит Вениамин (Муратовский) (1855—1930)                  |
| июнь 1927 — январь 1932                         | митрополит Серафим (Руженцов) (1876—1935)                      |
|                                                 | период закрытия                                                |
| ноябрь 1990 — 30 июня 1996                      | игумен Сергий (Кузьмин Александр Иванович) (1953—2007)         |
| 1 июля 1996 — 9 марта 2019                      | протоиерей Павел Григорьевич Красноцветов (1932—2019)          |
| 9 марта 2019 — по настоящее время               | митрополит Варсонофий (Судаков)                                |

## Мнения
В эпоху Николая I, когда в русской архитектуре наметился разворот от копирования западных образцов к эклектической переработке допетровской традиции (творчество Константина Тона), Казанский собор стал восприниматься как начало той линии, которая приведёт к масонскому проекту храма Христа Спасителя, разработанному Александром Витбергом и забракованному императором. Характерно высказывание Филиппа Вигеля: «Воронихин, природой назначенный к сапожному ремеслу, учением попал в зодчие; и он по рекомендации своего господина построил Казанский собор, этот копиист в архитектуре, который ничего не мог сделать, как самым скверным почерком переписать нам Микеланджело» (намёк на заимствование плана главного храма католицизма). В начале XX века с возвратом интереса к классицизму произошла «реабилитация» проекта Воронихина. В стихотворении сборника «Камень» (1913) Осип Мандельштам сравнивал Казанский собор с «лёгким крестовиком-пауком»:

На площадь выбежав, свободен

Стал колоннады полукруг, —

И распластался храм Господень,

Как лёгкий крестовик-паук.

## Памятные монеты
1 сентября 2011 года Банк России выпустил в обращение памятную монету номиналом 25 рублей с изображением Казанского собора в Санкт-Петербурге в серии «Памятники архитектуры России». Монета изготовлена из серебра 925-й пробы тиражом 1500 экземпляров и весом 155,5 грамма.